# The Magic Garden (album)
The Magic Garden è il secondo album in studio del gruppo pop statunitense The 5th Dimension, pubblicato nel 1967.

## Tracce
Tutte le tracce sono state scritte da Jimmy Webb, eccetto dove indicato.
1. Prologue – 1:24
2. The Magic Garden – 2:48
3. Summer's Daughter – 3:03
4. Dreams/Pax/Nepenthe – 3:24
5. Carpet Man – 3:16
6. Ticket to Ride (John Lennon, Paul McCartney) – 4:00
7. Requiem: 820 Latham – 4:26
8. The Girls' Song – 4:09
9. The Worst That Could Happen – 2:37
10. Orange Air – 2:38
11. Paper Cup – 2:48
12. Epilogue – :56